# Eau Blanche
Die Eau Blanche ist ein Fluss in Belgien, der in der Region Wallonien verläuft. Sie entspringt dem See Étang de la Fourchinée, bei Seloignes, im Gemeindegebiet von Momignies. Der Fluss entwässert generell Richtung Ost, vereinigt sich nach rund 33 Kilometern nordöstlich von Nismes, im Gemeindegebiet von Viroinval, mit dem Eau Noire und bildet dadurch den Fluss Viroin, der auf französischem Gebiet in die Maas mündet.
Auf ihrem Weg berührt die Eau Blanche die belgischen Provinzen Hennegau und Namur und das französische Département Ardennes.

## Orte am Fluss
- Gemeinde Momignies
  - Seloignes
- Gemeinde Chimay
  - Villier-la-Tour
  - Saint-Remy
  - Chimay
  - Virelles
  - Vaulx-lez-Chimay
  - Lompret
- Gemeinde Couvin
  - Aublain
  - Boussu-en-Fagne
  - Mariembourg

## Sehenswürdigkeiten
- Museumseisenbahn Chemin de fer à vapeur des 3 vallées zwischen Mariembourg und Treignes.